# 독립

북아메리카의 동쪽 해안에 있는 13개의 영국 식민지들은 1776년에 독립선언서를 발표했다.

독립(獨立)은 타인·타국가 등에 의해 지배되거나 종속적인 입장에 있던 상태에서 벗어나 하나의 주체로서 성립하는 것이다.

## 국가의 독립
국가의 독립은 기존 국가에 속한 일부 지역이나 타국의 지배하에 있던 영역이, 그 지배를 벗어나 새로운 국가로 성립하는 것을 의미한다. 국제법에서는 국가의 요건으로서 일정한 영역, 국민 및 주권이 필요하다. 주권이란 그 영역을 배타적으로 지배하는 권력으로 이른바 통치 능력이다.
다만, 독립을 주장하는 지역이 국가로서의 실체를 갖추었는지 판단하는 것은 다른 국가에 맡겨져 있어 각 국가는 그 지역을 새로운 국가로서 인정하는지 여부, 즉 국가 승인 여부를 결정할 수 있다. 그 때문에, 비록 어떤 지역이 독립을 주장하더라도, 국가에 따라서 그것을 인정하지 않는 경우가 있다. 또한 그 지역을 지배하는 기존 국가가 독립을 인정하지 않는 경우도 많아, 군대나 경찰에 의한 제압이 이루어지거나 독립을 요구하는 세력과 기존 국가 간의 내전이 일어나는 경우도 있다.

## 아시아 독립
- 대한민국,  조선민주주의인민공화국 1945년 독립.
- 필리핀,  시리아,  레바논,  요르단 1946년 독립.
- 파키스탄,  인도 1947년 독립.
- 스리랑카,  미얀마,  이스라엘 1948년 독립.
- 중국,  대만,  인도네시아,  베트남 1949년 독립.
- 라오스 1953년 독립.
- 캄보디아 1954년 독립.
- 쿠웨이트 1961년 독립.

## 아프리카 독립
- 이집트 1948년 독립.
- 리비아 1951년 독립.
- 모로코,  튀니지,  수단 1956년 독립.
- 가나 1957년 독립.
- 모리타니,  말리,  코트디부아르,  니제르,  차드,  중앙아프리카 공화국,  베냉,  세네갈,  콩고,  자이르,  마다가스카르 1960년 독립.
- 탄자니아와  기니비사우 1961년 독립.
- 우간다,  부룬디,  알제리 1962년 독립.
- 케냐,  말라위 1964년 독립.
- 감비아 1965년 독립.
- 레소토,  보츠와나 1966년 독립.
- 스와질란드 1968년 독립.
- 앙골라,  모잠비크 1975년 독립.
- 짐바브웨 1980년 독립.
- 나미비아 1990년 독립.

## 북아메리카 독립
- 미국 1775년 독립.
- 캐나다 1956년 독립.

## 오세아니아 독립
- 오스트레일리아와  뉴질랜드 1947년 독립.

## 대한민국 청년의 독립
대한민국에서 대학생의 부모로부터의 독립은 어려운 일이다. 알바몬이 2016년 1,144명의 대학생을 상대로 설문조사한 결과에 따르면 68.7%의 대학생들이 "나는 아직 어른이 아니다"라고 하고 있다. 49.5%의 대학생들이 아직 부모의 경제적 지원, 보호 하에 살고 있기 때문에 그렇게 느낀다고 하였다.
2014년 대학내일 20대 연구소에서 대학생 400명을 상대로 설문조사한 결과 주거비, 등록금을 제외한 대학생 월평균 생활비는 33만 4천 원이다. 학업을 병행하면서 등록금, 주거비, 생활비를 대학생이 다 벌기는 불가능하다.
대학 졸업 후에도 취직하지 않거나 취직하더라도 부모의 보호를 벗어나지 못하는 20-30대도 있다. 잡코리아가 성인 3,574명을 대상으로 조사한 결과 20대의 43.7%, 30대의 33.7%, 40대 이상의 18%가 자신이 캥거루족이라고 하였다. 20-30대 기혼자 중에도 캥거루족이라 답한 비율이 각각 25.8%, 20.4%다. 이들은 여전히 부모로부터 경제적인 지원을 받는 것으로 나타났다.(68.2%) 대학 졸업, 취직, 또는 결혼 후에도 부모의 지원을 받게 되는 가장 어려운 점은 집값 부담(69.1%)과 생활비 부담(64.7%)이 있었다. 취업 또는 결혼을 하고도 부모에게 얹혀사는 이들을 '신 캥거루족'이라고 부른다.
대한민국 청년의 독립이 어려운 이유는 과거에 비해 둔화된 경제성장과 취업난, 자립성을 길러주지 못하는 교육정책, 자녀 보호를 많이 하는 가족문화, 청년 세대의 독립에 대한 자신감 부족 등이 있다. 청년들의 독립이 어려워짐에 따라 부모의 경제적 부담과 노후 준비 어려움이 생기는 문제점이 있다.

## 같이 보기
- 국가
- 식민지
- 식민주의
- 속령
- 보호국
- 신탁 통치
- 미승인 국가
- 독립 운동
- 독립 전쟁
- 독립기념일
- 분리주의
- 민족 자결
- 분리 독립 운동 목록
- 마이크로네이션